# Laviai Nielsen
Laviai Nielsen (Londres, 13 de marzo de 1996) es una deportista británica que compite en atletismo, especialista en las carreras de relevos. Su hermana gemela Lina compite en el mismo deporte.
Participó en dos Juegos Olímpicos de Verano, obteniendo dos medallas de bronce en París 2024, en las pruebas de 4 × 400 m y 4 × 400 m mixto, y el quinto lugar en Tokio 2020, en la prueba de 4 × 400 m.
Ganó cuatro medallas en el Campeonato Mundial de Atletismo entre los años 2017 y 2023, una medalla de bronce en el Campeonato Mundial de Atletismo en Pista Cubierta de 2024, y dos medallas de plata en el Campeonato Europeo de Atletismo en Pista Cubierta, en los años 2017 y 2019.

## Palmarés internacional
| Juegos Olímpicos                     | Juegos Olímpicos        | Juegos Olímpicos  | Juegos Olímpicos |
| Año                                  | Lugar                   | Medalla           | Prueba           |
| ------------------------------------ | ----------------------- | ----------------- | ---------------- |
| 2024                                 | París (Francia)         | Medalla de bronce | 4 × 400 m        |
| 2024                                 | París (Francia)         | Medalla de bronce | 4 × 400 m mixto  |
| Campeonato Mundial                   |                         |                   |                  |
| Año                                  | Lugar                   | Medalla           | Prueba           |
| 2017                                 | Londres (Reino Unido)   | Medalla de plata  | 4 × 400 m        |
| 2022                                 | Eugene (Estados Unidos) | Medalla de bronce | 4 × 400 m        |
| 2023                                 | Budapest (Hungría)      | Medalla de plata  | 4 × 400 m mixto  |
| 2023                                 | Budapest (Hungría)      | Medalla de bronce | 4 × 400 m        |
| Campeonato Mundial en Pista Cubierta |                         |                   |                  |
| Año                                  | Lugar                   | Medalla           | Prueba           |
| 2024                                 | Glasgow (Reino Unido)   | Medalla de bronce | 4 × 400 m        |
| Campeonato Europeo en Pista Cubierta |                         |                   |                  |
| Año                                  | Lugar                   | Medalla           | Prueba           |
| 2017                                 | Belgrado (Serbia)       | Medalla de plata  | 4 × 400 m        |
| 2019                                 | Glasgow (Reino Unido)   | Medalla de plata  | 4 × 400 m        |